# USA:s Grand Prix West 1977
USA:s Grand Prix West 1977 var det fjärde av 17 lopp ingående i formel 1-VM 1977. 

## Resultat
1. Mario Andretti, Lotus-Ford, 9 poäng
2. Niki Lauda, Ferrari, 6
3. Jody Scheckter, Wolf-Ford, 4
4. Patrick Depailler, Tyrrell-Ford, 3
5. Emerson Fittipaldi, Fittipaldi-Ford, 2
6. Jean-Pierre Jarier, ATS (Penske-Ford), 1
7. James Hunt, McLaren-Ford
8. Gunnar Nilsson, Lotus-Ford
9. Jacques Laffite, Ligier-Matra (varv 78, elsystem)
10. Brian Henton, March-Ford
11. Hans Binder, Surtees-Ford

### Förare som bröt loppet
- Ronnie Peterson, Tyrrell-Ford (varv 62, bränslesystem)
- Clay Regazzoni, Ensign-Ford (57, växellåda)
- Hans-Joachim Stuck, Brabham-Alfa Romeo (53, bromsar)
- Alan Jones, Shadow-Ford (40, växellåda)
- Jochen Mass, McLaren-Ford (39, hantering)
- Renzo Zorzi, Shadow-Ford (27, växellåda)
- Alex Ribeiro, March-Ford (15, växellåda)
- Carlos Reutemann, Ferrari (5, olycka)
- Brett Lunger, BS Fabrications (March-Ford) (4, olycka)
- Vittorio Brambilla, Surtees-Ford (0, olycka)

### Förare som diskvalificerades
- John Watson, Brabham-Alfa Romeo (varv 33, tog emot extern hjälp)